# N680 (België)
De N680 is een gewestweg in de Belgische provincie Luik. De weg verbindt de N90 in Angleur met de N63 in Ougrée. De route heeft een lengte van ongeveer 5 kilometer.

## Plaatsen langs de N680
- Angleur
- Sart-Tilman
- Bol d'Air